# 涅繭利
涅繭利（日语：／ Kurotsuchi Mayuri）為日本漫畫《BLEACH》裡的虛構人物。護廷十三隊十二番隊隊長、第二代技術開發局局長。

## 人物

### 外貌與性格
護廷十三隊十二番隊隊長兼第二代技術開發局局長，「瀞靈廷通信集」藥物實驗專欄「健腦藥」作者。特徵是黃色的雙瞳，經常配戴著黑白雙色的面具，死霸裝附著外翻的深紫色衣領，頭飾和髮型則隨著劇情發展而頻繁更換（但在屍魂界拯救篇素顏出浴的時候，則是留著藍色的短髮），右手中指留著特長的指甲，身體有著多處縫補的傷疤，甚至還將自己的身體改造成各樣隱密的武器及裝置，例如在耳內藏著鐮刀、隨身攜帶令肉體再生的藥等等。為了預防萬一，經常更換斬魄刀的毒素成份。他的身體對自己製造的所有藥物都有抵抗力。若被攻擊到重傷瀕死，甚至無法維持人型狀態時，可將身體化成青綠色的液體離開戰鬥現場，需休養數天才能恢復原狀，但若是他的頭部遭到狙擊便會當場死亡。
性情冷漠殘忍，有「瘋狂科學家」的典型心理狀況，用副官做擋箭牌、用部下做人肉炸彈、用滅卻師作各種解剖、折磨研究（總共二千六百六十一名滅卻師死在他手上），但在任技術開發局局長期內對屍魂界有重大的貢獻，浦原喜助亦將其評為聰明程度僅次於自己的天才。除了新技術的研究與實驗，以及前任總隊長山本元柳齋重國的命令以外，對於護廷十三隊的其他動態皆抱持漠不關心的態度。討厭「完美」，認為世界上不存在著完美的事物。是目前護廷十三隊成員當中，唯一已知能夠修復、甚至改造斬魄刀的成員，但若是斬魄刀在卍解狀態被破壞的情況就束手無策。由於不喜歡和其他護廷十三隊成員互動的緣故，在護廷十三隊裡除了親自創造的「女兒」 涅音夢（眠七號）和所屬番隊的第三席近以外，便鮮有親近之人。雖然是獲得浦原提攜而成為技術開發局的人員，但非常忌諱旁人將他和浦原相提並論。和零番隊成員修多羅千手丸處於交惡狀態。作者在附錄特典集賦予涅繭利的關鍵詞為「慄」。

### 身世與經歷
劇情開始的百餘年前，涅繭利原本還是被囚禁於蛆蟲巢的囚犯，但由於當時剛升遷為十二番隊隊長的浦原喜助親自前來拜訪他，並提出往後可讓他擔任十二番隊隊長的交換條件，因而接受對方的邀請離開蛆蟲巢，當上十二番隊第三席暨初代技術開發局副局長。浦原喜助和平子真子等人遭藍染惣右介陷害而離開屍魂界後，涅繭利接替遭驅逐出境的浦原，成為繼任十二番隊隊長和技術開發局局長，並運用義魂和義骸的精隨，創造出自己的「女兒」涅音夢。當時和涅繭利同時被帶出蛆蟲巢的近則陞官為十二番隊的第三席。
多年前，涅繭利得悉有滅卻師（石田雨龍的祖父 石田宗弦）在某處樹林間抵抗虛的攻勢的時候，刻意命令當時欲前往現世執行任務的死神延後救援時間，使宗弦在寡不敵眾的狀態下遭虛群殺害，藉此將宗弦的魂魄帶回技術開發局進行研究並折磨對方至死。直到屍魂界拯救篇和石田雨龍交鋒過後，涅繭利才知道雨龍和宗弦之間的血緣關係，後來在黑崎一護等人抵達虛圈作戰的時候，出面為雨龍和戀次解危。

## 劇情表現

### 屍魂界拯救篇
初登場的時候，涅繭利為了市丸銀擅自行動迎擊旅禍（黑崎一護）卻沒有殺害對方一事，和十一番隊隊長更木劍八在隊長會議期間展開激辯，引來其他隊長的側目，後由於時任總隊長山本元柳齋重國出面制止，雙方才結束爭辯並回到各自的位置。一護等人闖入瀞靈廷後，十一番隊第三席斑目一角出面迎戰的一護，卻不敵對方的攻勢而身受重傷，被送至綜合醫護診所接受治療。涅繭利原本想藉著詢問一角，得到對手的情報，卻被一角堅持不肯透露細節的舉動所觸怒，準備對他做出處分措施，此時前來探望一角的劍八及時出面制止涅繭利，並指謫其沒有對別人的部下做出處分的資格，因而悻然地帶著副官涅音夢離開現場。
後來，涅繭利為了誘捕旅禍，命令旗下成員將石田雨龍和井上織姬帶往目的地，卻立刻動手按下引爆裝置，殺害了所有負責執行誘導任務的成員們，並且在發現織姬運用「盾舜六花」的能力為雨龍擋下攻擊後，決定將她帶回研究所當成實驗對象。驚覺涅繭利用意的雨龍為了保護織姬，命令在旁的十一番隊席官荒卷真木造將織姬帶離現場，自己則留下來和對方搏鬥。決戰期間，涅繭利不僅將在旁的音夢當成擋箭牌，擋下雨龍的箭矢，還為了音夢沒能徹底牽制對手而對其拳打腳踢，甚至還當著雨龍的面前，道出當年將宗弦的魂魄用於實驗用途的真相，並拋出宗弦的魂魄經歷人體實驗後的照片給雨龍過目。未料這個舉動，反而激怒了雨龍，連帶讓雨龍施展「滅卻師最終型態」解放靈力，繼而擊敗了涅繭利（但涅繭利也在戰鬥的期間，暗地將監視用的細菌植入雨龍的體內，以至於破面篇前往虛圈對抗十刃No.8薩爾阿波羅時，得以提前掌握對手的能力情報）。事後涅繭利為了療養傷勢，持刀刺向自己的身體，化為綠色的液體離開現場；至於在決戰期間遭涅繭利所傷的音夢，則在事後將金色疋殺地藏的解毒劑交給雨龍，以答謝對方願意手下留情放過涅繭利。
返回隊舍休養並恢復原型後，涅繭利和涅音夢接獲四番隊隊長虎徹勇音向眾人傳達藍染惣右介叛變的消息，但涅繭利旋即表示自己「對此不感興趣」，拒絕隨同其他護廷十三隊成員前往雙亟制止藍染等人叛逃至虛圈。事後涅繭利以和雨龍交戰的經驗勸諫山本應及早應對仍在某處存活的友哈巴赫，但山本沒有採納而不了了之。

### 破面篇
這段時期的涅繭利更換了造型，將頭髮和裝飾換成「藍髮法老王」造型。一護等人為了拯救被破面綁架的井上織姬而前往虛圈後，涅繭利透過先前移植在雨龍身體裡的監視細菌，得知十刃NO.8 薩爾阿波羅的作戰模式，特地將自己的內臟全換成假體，帶領音夢隨同四番隊隊長卯之花烈、六番隊隊長朽木白哉、十一番隊隊長更木劍八前往虛圈支援一護等人作戰，順勢為當時被薩爾阿波羅重創而陷入苦戰的石田雨龍和阿散井戀次解危。面對薩爾阿波羅接連的攻勢，由於過去涅在和石田交戰中讓對方感染無數監視用的細菌，因此對薩爾阿波羅的戰鬥能力瞭若指掌，並用「金色疋殺地藏」吃下薩爾阿波羅，但隨後薩爾阿波羅用綑住音夢的觸手使用「受胎告知」，藉著吸收音夢身體的養分而重新誕生，甚至一度控制「金色疋殺地藏」反過來攻擊涅繭利，未料涅繭利早就做了防範「金色疋殺地藏」背叛的改造，使其自我毀滅並恢復為斬魄刀型態，而且音夢的體內在事前就放置了足以放大全身五感、讓感官極端敏銳化的「超人藥」，導致薩爾阿波羅在吸收音夢身體養分的同時，誤服了超人藥，連帶自身的時間感受到藥效的影響而被極度延長。涅繭利見狀，趁機持刀刺穿薩爾阿波羅的心臟，向其闡述科學家的精神和「完美」的意義，正式結束該場決鬥。
事後，涅繭利為了懲戒在卍解時攻擊自己的「疋殺地藏」，折損自己的斬魄刀，也修復了遭薩爾阿波羅吸收全身養分的音夢，使其順利復活，並運用隨身攜帶的藥物為遭到薩爾阿波羅重創石田雨龍和阿散井戀次療傷以外，他還命令音夢負責挖掘戰鬥現場的殘桓瓦礫，從而發現薩爾阿波羅的實驗室，在雨龍離現場之前把裝有破面靈壓感應器的地雷交給對方（後來雨龍在第五之塔時將此地雷埋在下面一層的天花板，把牙密炸至虛夜宮底層）。及後涅繭利和音夢開啟黑腔，協助一護和卯之花烈前往現世作戰，卻對一護將他當成浦原喜助的徒弟而感到相當氣憤，甚至還揚言等到戰爭落幕後，便要策劃連串的作戰計劃來折磨對方。當白哉問及涅繭利的語氣似乎對一護抱持期待的時候，涅繭利不願多做回應，只要求白哉和劍八盡速解決歸刃後的牙密，以便於將其屍體帶回技術開發局做為研究素材，並待在現場觀看白哉和劍八聯手對抗牙密的決鬥。
空座町戰爭落幕後，涅繭利負責指揮旗下成員進行空座町修復與傳送的工作，將破面魯畢、多魯多尼、緹魯蒂、夏洛特的遺體帶回屍魂界，專心研究虛圈相關的資料。在官方小說『Spirits are forever with you』中補充，涅繭利將薩爾阿波羅本人的遺體做成標本收藏在技術開發局。

### 代理死神消失篇
1年5個月後，涅繭利接受山本元柳齋重國總隊長的指令，跟隨其他正副隊長運用自身的靈壓，協助浦原喜助製成能夠讓一護恢復死神力量的靈刀。在松原真琴著作的官方小說，則提及涅繭利透過音夢的傳令神機、截獲朽木露琪亞委託眾人協助浦原喜助製成幫助一護恢復死神力量靈刀的訊息，將此消息通報給山本總隊長做出處置措施，並且在獲悉一護和初代代理死神銀城空吾展開接觸的消息時，對前者抱持著袖手旁觀的態度；卻因為山本總隊長的命令，只能跟著護廷十三隊正副隊長和其他成員灌輸自己的靈壓，因而對山本總隊長選擇協助一護恢復死神力量的決策感到氣憤不已。
作者在特輯篇訪談提到，原先他想讓涅繭利在代理死神消失篇登場，但後來因故沒能讓他露面，並在特輯篇訪談展示了為涅繭利設計的五張面具草稿。

### 千年血戰篇
完現術者事件落幕後，涅繭利換上猶如金髮法老王般黑白條紋的臉孔和花瓣狀的金冠，當他在技術開發局和其他成員們發現虛群大量消失的異樣以及警戒指數異常飆高的訊息，旋即察覺此跡象應為滅卻師所為，為了及時矯正現世與屍魂界之間的魂魄均衡，在未經許可下動員旗下隊士抹消了兩萬八千名流魂街居民，斑目一角和綾瀨川弓親受山本總隊長的命令前往現場勘查，將調查結果稟報給山本總隊長，連帶讓諸位副隊長對於流魂街的調查結果感到震驚，唯獨音夢仍堅稱自己對於涅繭利的行動一無所知，為了維護涅繭利，而向副隊長們稱「繭利大人不會犯下任何過錯」。
一番隊副隊長 雀部長次郎被無形帝國的人士殺害後，涅繭利和近將對手的能力調查結果呈報給諸位隊長。山本總隊長立刻查覺大量流魂街居民消失的事件，均由涅繭利所為，遂在私下約談涅繭利此番行動的用意；涅繭利向山本總隊長說明自己在屍魂界拯救事件落幕後，曾經針對將來會出現魂魄失衡的事態，特地勸諫山本總隊長，然而當時的山本卻無視這項警訊，隨即指謫山本在千年前沒能殺害「那個男人（無形帝國領導人友哈巴赫）」，才是釀成屍魂界危機的罪魁禍首。當星十字騎士團舉兵攻進屍魂界的時候，涅繭利本打算在研究所內仔細分析敵軍的情報，未料十番隊副隊長松本亂菊透過天挺空羅，向護廷十三隊諸位成員通報四位隊長（碎蜂、朽木白哉、狛村左陣、日番谷冬獅郎）遭敵方奪取卍解的消息，涅繭利因而氣急敗壞地離開研究所到前線作戰。
待敵軍撤退後，涅繭利將黑崎一護約至技術開發局，告知對方無法修復「天鎖斬月」的消息，還在對話期間不慎說出斑目一角會卍解的秘密，並透過隨身配戴的訊息接收器，接獲護廷十三隊隊長們須盡速集合和零番隊成員會談的命令。雖然涅繭利對於和零番隊成員會面一事感到頗不情願，但還是順勢帶領一護至諸位隊長集合的地點和對方碰面，並且對於修多羅千手丸沒經過同意，便逕自取走斷裂的「天鎖斬月」和當面調侃他的言行甚感不悅。後於零番隊返回靈王宮後的幾天內，將自己反鎖在技術開發局的局長室裡，研究無形帝國運用影之領域的技術，為自己和音夢製造能夠消去影子的特製裝備，並將技術開發局局長室設定成無法形成影子的模式，藉此防範敵方藉由影子的力量對其展開突襲，又將魯畢、多魯多尼、緹魯蒂、夏洛特等四個已故破面製成殭屍以及改造自己的斬魄刀補足戰力，還仿造志波家的花火大砲設計前往靈王宮的發射台。
無形帝國運用影之領域的力量，將瀞靈廷化為無形帝國的宮殿時，涅繭利和音夢穿戴能夠消去影子的特製裝備，現身於星十字騎士團面前，向護廷十三隊成員和星十字騎士團說明自己透過研究無形帝國運用影之領域的技術，從而找到防範無形帝國再度展開奇襲的關鍵。他識破星十字騎士團成員「D」亞斯金·納克魯瓦爾企圖藉著挑釁他使其落入陷阱的策略，決定返回技術開發局繼續分析情報，還和抵達屍魂界的浦原喜助運用技術開發局的設施，將後者發明的「侵影藥」傳送至護廷十三隊正副隊長的手裡，令先前被奪去卍解的隊長們得以趁勢奪回卍解迎擊對方。發現星十字騎士團成員因為被死神們奪回卍解，反而擺脫卍解帶來的束縛並施展滅卻師完聖體作戰後，涅繭利雖對於對於戰局直轉急下的情況感到不悅，仍堅持駐守在技術開發局觀察戰局的演變。及後友哈巴赫帶領「B」雨葛蘭·哈斯沃德和雨龍進攻靈王宮沒多久，涅繭利介入斑目一角、綾瀨川弓親、「Z」吉賽爾·茱艾兒之間的決鬥，讓變成僵屍的破面魯畢、多爾多尼、緹魯蒂、夏洛特迎戰被吉賽爾變成殭屍的護廷十三隊基層成員。面對遭吉賽爾使用能力變成殭屍的冬獅郎，涅繭利不惜於戰鬥期間對其使用影響腦部的藥劑，致使冬獅郎的腦部在受到藥物的影響，反覆重現記憶，進而失去平衡不支倒地。並趁機以疋殺地藏攻擊且對冬獅郎注射藥物來進行實驗，此時遇到了被變成殭屍的六車拳西、鳳橋樓十郎和松本亂菊來襲，對三人被變成殭屍感到丟臉和妨礙實驗觀察，命令破面們應付被變成殭屍的三人。三人和破面交戰時中了涅繭利在破面身上下的藥劑麻痺倒下，涅繭利趁機對他們注射能改變吉賽爾操控殭屍能力的藥反其控制，並操控拳西將「Z」吉賽爾·茱艾兒刺傷，後帶領被變成殭屍的六軍拳西和鳳橋樓十郎前往到朽木白哉與「L」佩佩·瓦卡布拉達交戰的現場，並且讓變成殭屍的拳西對佩佩進行攻擊將之打飛。
在與劍八一同脫隊行動時，對上「C」佩尼達·帕賈卡；在先用「疋殺地藏」麻痺住劍八後獨自與對方交戰。得知對方是「靈王的左手」後決定將其帶回去研究，因而釋放改造卍解「金色疋殺地藏 魔胎伏印症體」將佩尼達吞噬。豈料，佩尼達破體而出並展開攻勢，使得自己的左手被斷裂和音夢上前解救，後以音夢遞來的「補肉劑」長回左手。本計劃讓音夢的「神經凝結劑」毒死對方，但遭吸收「魔胎伏印症體」的佩尼達破解。不久後他看到最高傑作的音夢被殺死一度感到震驚，內心中受到薩爾阿波羅的幻像嘲諷，但隨後察覺到自己的傲慢後將其消除，並在佩尼達將音夢的肉塊全部吃掉前將大腦搶回，接著目睹佩尼達無法控制強制細胞加速分裂的肉塊導致過度成長而自我毀滅。在戰勝之後，他被殘餘的神經毀了一隻腳，遂向仍在現場的一角和弓親做出指示，要他們將音夢之前帶來裝有解除冬獅郎和亂菊殭屍化的保養箱開啟，並換成劍八和帶著音夢大腦的自己一起進入保養箱中休養。

### 結局篇
無形帝國戰役落幕十年後，涅繭利重新培養出稱為「眠八號」的小女孩，偕同其至修復地帶勘查。與此同時，原本的十二番隊第三席暨技術開發局副局長阿近則被拔擢為十二番隊的副隊長。

### 獄頤鳴鳴篇
無形帝國戰爭落幕十二年後，涅繭利為了通知副隊長們前往現世為「魂葬禮祭」進行準備，利用全息投影技術現身在各番隊知會副隊長，還在一護、戀次、露琪亞進行視訊通話期間現身，說明自己在無形帝國戰爭落幕後留在技術開發局協助科技研發設備，同時對當時同樣留在技術開發局的喜助想搗亂他的成果頗為不滿。

## 斬魄刀
- 斬魄刀「疋殺地藏」（Ashisogi Jizō），並經過人造魂魄「眠五號」改造，使涅得以接任十二番隊隊長。

### 始解
解放語「張開你的爪子、疋殺地藏」
解放時有三把刀身，刀刃根部為嬰孩臉孔般、五官不詳的面貌，斬向對方的四肢，截斷所斬對象的腦部所發出的「控制四肢」的命令、封鎖其行動，但不截斷麻痺感及痛楚，方便涅繭利拷問。
千年血戰篇裡，涅繭利於無形帝國首度進攻瀞靈廷過後，特地於疋殺地藏的刀身加裝感應器，可讓疋殺地藏和距離涅繭利兩公尺以內的刀刃，隨時以六十度以上的角度接觸。

### 卍解
- 卍解「金色疋殺地藏」（Konjiki Ashisogi Jizō）
聲優：折笠富美子（千年血戰篇）（日本）

上半身為巨大的金色嬰孩，頭上有類似天使光環的鋼鐵中空圓圈，其脖子下方能伸出無數刀刃，具有如蜈蚣步足般的柱狀蟲體，下半身披著鮮紅色的披風。
在卍解中是屬於較少見的「生物形態」，並將它改造成只要攻擊原主人就會自我毀滅、同時還原為斬魄刀的型態。
能直接吞食對手或用龐大身軀破壞周圍，還能向周圍散播致命的毒素，最長距離為半徑100公里，每場戰鬥過後涅繭利都會更換毒素，避免對手產生抗體。
- 改造卍解「金色疋殺地藏 魔胎伏印症體」（Modified Bankai: Konjiki Ashisogi Jizō: Makai Fukuin Shōtai）

全身皮膚黝黑、頭上犄角掛有燈籠的巨嬰，肚子上有個「伏」字，並帶有一道疤痕。是涅繭利改造金色疋殺地藏之後製出的異形態，能以戰鬥中傳送的情報為基礎產下應對能力的新個體。
與「C」佩尼達·帕賈卡戰鬥時，藉此造出體表上具有七萬層神經的金色疋殺地藏，防範對方控制神經的能力，同時不具備牙齒以避免對方分裂增生。

### 實體化
實體化的疋殺地藏於動畫原創斬魄刀異聞錄篇首度登場，為留著撮藍色短髮，身材矮小，黃色肌膚，白色雙眼，身披紅色領巾和墨綠長袍，背後有圈環和蝴蝶翅膀的人型生物。雖然不會說話，但能理解他人的語言，一旦被激怒就會自動卍解，不分敵我的發動攻擊。

## 技能與招式
| 招式名稱              | 簡介 |
| --------------------- | --- |
| 肉爆彈（Nikubakudan） | 利用遠距離操作放置於死神體內的炸彈，按下按鈕後，連同死神都會整個炸碎的招式。 |
| 蟲食玉                | 發射有如排球般大小的靈彈再引爆，會造成球狀的損傷。 |
| 贗膚（Nisehada）      | 打造和週遭環境景物顏色和質感相同的肌膚，讓自己融入成景色的一部分，涅繭利可憑藉此技在附近地區埋伏，躲避敵方的追蹤，觀察敵方，甚至是藉此展開突擊。                                                               |
| 蛇腹腕（Jabarakaina） | 事先將有如電線般的東西藏在手臂中，經過解放後讓手臂伸長，藉此逮住對手的招式。 |
| 肉飛沫（Nikushibuki） | 用斬魄刀刺穿自己的身體，使其液體化的招式，只要變成液體化的型態，便能穿透牆壁和門的縫隙甩開對手，缺點是無法在變成液體狀態的期間對敵人發動攻擊，而且需要三天以上的時間才能恢復原狀。動畫版液化狀態的顏色為綠色。 |
| 靈子固定裝置          | 使接觸的靈子作用依據設定的時間暫停。 |
| 飛鐮腳（Hirenkyaku）  | 涅繭利習得滅卻師的高速移動步法，雨龍稱飛鐮腳比死神所用的瞬步更快，甚至能追上破面的響轉。在黑腔移動的時候，甚至可以用於將靈子凝聚腳下，達到飛行的作用。                                                         |
| 爆炸反應裝甲          | 當承受到一定程度的攻擊便會觸發用於防禦的爆炸。 |

## 卷首語
- 「一旦生下來，就等同於死亡。」──單行本第三十五集。